# Catalysotypie
Die Katalysotypie (englisch auch Catalysotype) ist ein 1844 von Thomas Woods entwickeltes fotografisches Edeldruckverfahren aus der Frühzeit der Fotografie.
Thomas Woods (1815–1905) war ein irischer Arzt, Fotograf und Erfinder. Die von ihm entwickelte Katalysotypie benötigte statt der damals üblichen Kalotypie nur 1–2 Sekunden Belichtungszeit und war einfacher zu handhaben. Anstelle der üblichen Silberhalogenide verwendete er Ferrijodid (Eisen-II-iodid, FeI2, Ferrum jodatum) als lichtempfindliche Substanz.